# Aporophyla horkei
Aporophyla horkei là một loài bướm đêm trong họ Noctuidae.